# (3937) Bretagnon
(3937) Bretagnon (1932 EO) – planetoida z grupy pasa głównego asteroid okrążająca Słońce w ciągu 5,37 lat w średniej odległości 3,07 j.a. Odkryta 14 marca 1932 roku.